# The Halcyon Company
The Halcyon Company è un'azienda di tipo privato gestita da Derek Anderson e Victor Kubicek, impegnata nel settore cinematografico e del media intrattenimento.
Formalmente fondata, finanziatrice e proprietaria dei diritti cinematografici della saga cinematografica Terminator.

## Storia
Viene fondata dai produttori Derek Anderson e Victor Kubicek, acquistando in maggio 2007 i diritti dell'intero franchise Terminator con l'intenzione di mettere in sviluppo una nuova produzione cinematografica di successo. Detiene quindi i diritti anche di prodotti derivati dal ciclo di film come la serie televisiva Terminator: The Sarah Connor Chronicles e dalle redini della società viene confermato o negato il proseguimento del franchise in ogni campo.
In ottobre 2007, la Halcyon ha acquisito i diritti delle opere dello scrittore Philip K. Dick in modo da trarre adattamenti cinematografici in futuro basabili su 45 romanzi e 120 racconti brevi con la cooperazione di Electric Shepherd Productions.
Tra i film messi in studio tratti dalle opere acquistate si citano Ubik, La svastica sul sole, Le tre stimmate di Palmer Eldritch e La trasmigrazione di Timothy Archer.
Durante novembre 2007 è stata creata una filiale, la Halcyon Games, impegnata nel settore dei videogiochi e che si occuperà di portare una saga videoludica su Terminator in futuro.
Nel 2008 si è messa in accordi con lo studio cinematografico Warner Bros., al quale ha ceduto i diritti di distribuzione cinematografica nell'America del Nord per distribuire nelle sale il primo capitolo Terminator Salvation in studio dal 2008.

## Filmografia
- Terminator: The Sarah Connor Chronicles (2008, 3 episodi)
- Terminator Salvation (2009, regia di McG)